# Jörg Herrmann

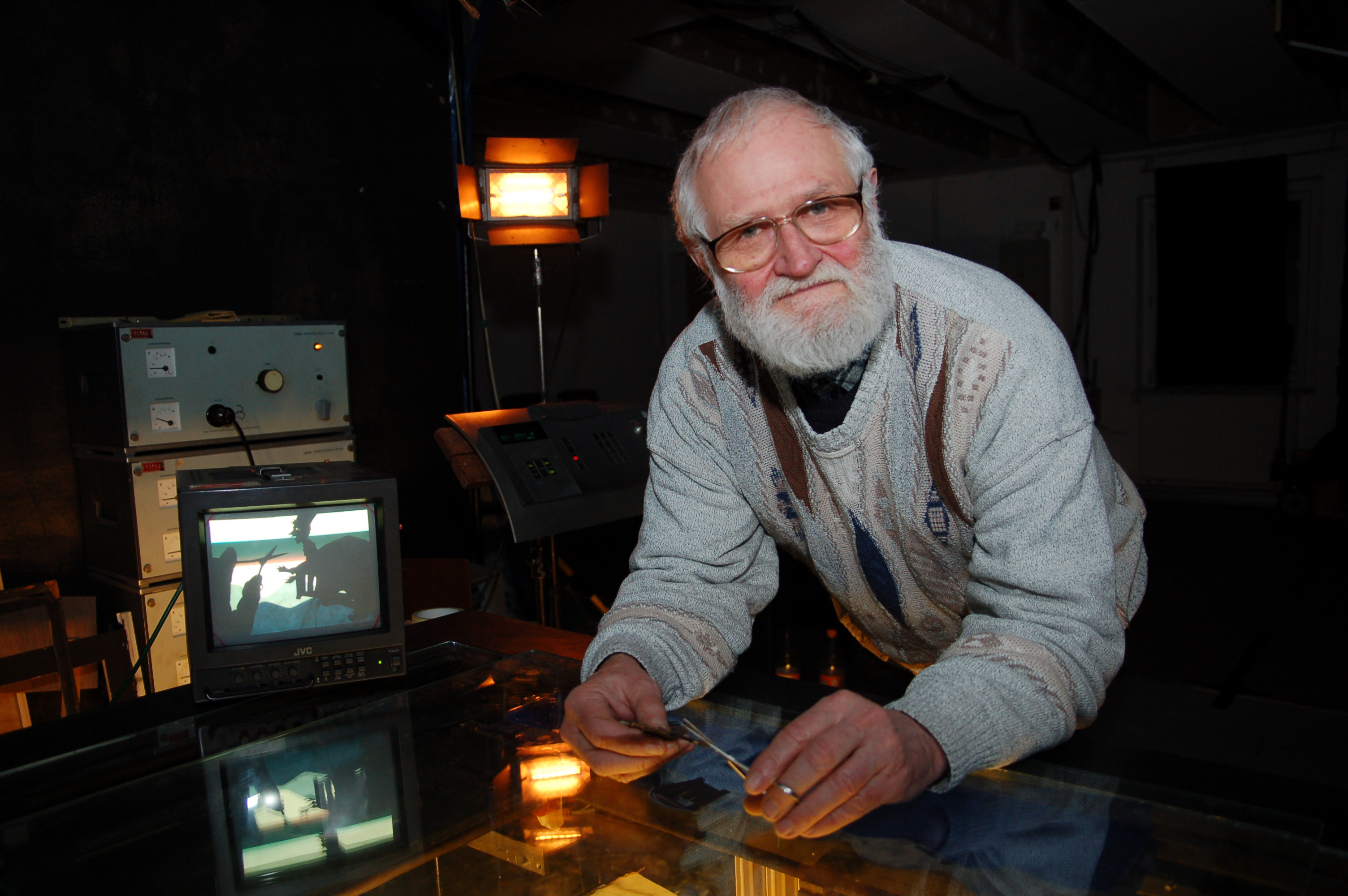
Jörg Herrmann

Klausjörg „Jörg“ Herrmann (* 8. Juni 1941 in Dresden) ist ein Produzent von Trickfilmen und einer der letzten aktiven Silhouettenfilmer.

## Leben
Bei den Luftangriffen auf Dresden wurde Herrmanns Familie 1945 ausgebombt. Herrmann wurde 1947 in Mulda eingeschult und kam 1949 wieder nach Dresden. Nach dem Abschluss der Grundschule (1955) und der Gesellenprüfung als Tischler (1958) begann er im DEFA-Studio für Trickfilme als Animator zu arbeiten.
Von 1962 bis 1965 besuchte er die Abendoberschule und holte er das Abitur nach. In jenen Jahren produzierte er erste Trickfilme als Autor und Regisseur (Puppentrick).

### Studium
Seit 1966 studierte er Regie und Szenaristik an der Hochschule für Film und Fernsehen Potsdam. Nach dem Diplom 1970 war er in den folgenden neun Jahren Regisseur im DEFA-Studio für Trickfilme und trat mit ersten Arbeiten auf dem Gebiet des Silhouettenfilms hervor. Zwischenzeitlich betrieb er ein Fernstudium Philosophie und Logik an der Humboldt-Universität, das er ebenfalls mit Diplom beendete.
Nach einer dreijährigen Aspirantur an der Hochschule für Film und Fernsehen promovierte er 1982  zum Dr. phil. (Filmwissenschaft) an der Humboldt-Universität zu Berlin magna cum laude zu dem Thema Animationsfilm – über Genese und Spezifik einer filmischen Gattung. An der Fachschulabteilung der Hochschule für Film und Fernsehen Potsdam baute er in beiden folgenden Jahren den Studiengang Trickfilmzeichner auf. Gleichzeitig arbeitete er als freiberuflicher Trickfilmmacher mit eigenem Trickatelier (35 mm Film) und produzierte bis zur Wende 24 Silhouettenfilme für den Abendgruß von Unser Sandmännchen. Seit 1991 betreibt er ein eigenes Trickstudio in Kreischa bei Dresden.

### Silhouettentrick
Als wohl letzter auf der Welt praktiziert Herrmann den klassischen Silhouettentrick. Diese Kunst erlernte er von Bruno J. Böttge, einem anerkannten Meister des Silhouettenfilms und Mitbegründer des DEFA-Studios für Trickfilme. Mit Böttge teilte sich Herrmann das Arbeitszimmer bei der DEFA. Nach seinem Tod (1981) wandte sich Herrmann dem Silhouettenfilm  zu und trat damit auch in das Erbe seiner Erfinderin Lotte Reiniger (der Silhouettenfilm ist der einzige deutsche Beitrag zur Trickfilmkunst). Seine Frau Petra Herrmann übernahm die Psaligraphie und baute die Silhouettenfiguren. Sein Sohn Friedrich entwickelte die Trickbank Heron.|
2011 produzierte Dr. Herrmann einen Kino-Silhouettenfilm für die sorbische Domowina, der von der SLM (Sächsische Landesanstalt für privaten Rundfunk und neue Medien) und von Vattenfall finanziert wurde: Der siebente Rabe, eine Neuerzählung der Krabat-Sage.
Herrmanns Verbindung der manuellen Silhouettenanimation mit den digitalen Gestaltungsmöglichkeiten erschloss der traditionsreichen deutschen Gestaltungsweise neue Wirkungsmöglichkeiten.

## Filme
- Lieber Mohr. Silhouettenfilm mit Böttge (1972), ein 20-minütiger Kinderfilm über Karl Marx in London (ausgezeichnet mit dem Preis des Ministeriums für Volksbildung und dem Orden Banner der Arbeit)
- Petri Heil. Silhouettenfilmserie in 7 Folgen
- Das zuckersüße Land
- Der Schwerpunkt. Regie: Jörg Herrmann, Musik: Günter Joseck (1965)
- Champion. Regie: Jörg Herrmann, Musik: Günter Joseck (1965)
- Chile. Jörg Herrmann & Juan Forch, kritischer Filmbeitrag zu den Ereignissen im Andenstaat nach dem Putsch Pinochets (1976)
- Schattenfiguren. 24 Folgen von Unser Sandmännchen
- Die Teufelsbraut. Mit farbigen Silhouettenfiguren für den Progress Filmverleih (1990)
- Der Lichterbogen. Eine Kombination von Realfilm und Silhouettenanimation über den Erzgebirgischen Schwibbogen
- Victory. Eine Parabel über Krieg, Krieger und Sieger (2008)
- Der siebente Rabe. Ein 70-minütiger Silhouettenfilm über die Sagenfigur Krabat (2011)
- Dunkeldingens Düsterschau. Eine ca. 15-minütige Silhouettenverfilmung der gleichnamigen Kurzgeschichte von Christian von Aster (2013)

## Buchbeiträge
- Der Trick mit dem Trick. Ursprünge, Wesen und Wandel der Animationskunst. In: Ralf Schenk & Sabine Scholze (Hrsg.): Die Trick-Fabrik. DEFA-Animationsfilme 1955–1990. Bertz, Berlin 2003, ISBN 3-929470-27-6.
- Wie bei der DEFA ein Trickfilm entstand. In: Puppen im DEFA-Animationsfilm.  DEFA-Stiftung, Berlin 2006, ISBN 3-00-018155-5.